# T. Kallupatti
T. Kallupatti è una suddivisione dell'India, classificata come town panchayat, di 9.439 abitanti, situata nel distretto di Madurai, nello stato federato del Tamil Nadu. In base al numero di abitanti la città rientra nella classe V (da 5.000 a 9.999 persone).

## Geografia fisica
La città è situata a 09° 43' 47 N e 77° 51' 08 E.

## Società

### Evoluzione demografica
Al censimento del 2001 la popolazione di T. Kallupatti assommava a 9.439 persone, delle quali 4.857 maschi e 4.582 femmine. I bambini di età inferiore o uguale ai sei anni assommavano a 1.010, dei quali 502 maschi e 508 femmine. Infine, coloro che erano in grado di saper almeno leggere e scrivere erano 6.566, dei quali 3.656 maschi e 2.910 femmine.